# Хильшер, Лео
Сэр Лео Артур Хильшер (англ. Sir Leo Arthur Hielscher; 1 октября 1926, Юмунди, Квинсленд, Австралия — 4 августа 2025, Брисбен, Квинсленд, Австралия) — австралийский государственный деятель, экономист и администратор, оказавший значительное влияние на экономическое развитие штата Квинсленд. Его карьера в государственной службе продолжалась более 70 лет, в течение которых он занимал ключевые должности в финансовом управлении штата.

## Биография
Родился в городе Юмунди на Солнечном побережье Квинсленда в 1926 году. В 1942 году, в возрасте 15 лет, начал свою карьеру в государственной службе, поступив на работу в Государственное страховое управление Квинсленда. Во время Второй мировой войны служил в Королевских военно-воздушных силах Австралии, участвовал в операциях в Австралии, Борнео и Японии.
После возвращения из армии продолжил работу в государственных учреждениях, включая Департамент аудитора и Департамент образования. В 1964 году был переведен в Казначейство Квинсленда, где в 1974 году занял должность главного казначея (Under Treasurer) и занимал её до 1988 года. В этот период он сыграл ключевую роль в модернизации финансовой системы штата и создании Корпорации казначейства Квинсленда (Queensland Treasury Corporation, QTC).
В 1988 году стал первым председателем Совета директоров QTC, а в 1991 году — первым председателем вновь образованного Совета директоров QTC. Он занимал эту должность до выхода на пенсию в 2010 году.
Скончался 4 августа 2025 года.

## Вклад и достижения
Сэр Лео Хильшер считается одним из главных архитекторов экономического развития Квинсленда во второй половине XX века. Под его руководством были реализованы крупные инфраструктурные проекты, включая строительство моста Gateway (ныне — мосты сэра Лео Хильшера), а также организация Игр Содружества 1982 года и Всемирной выставки Expo 88 в Брисбене.
Он также занимал руководящие должности в ряде государственных и частных организаций, включая Austsafe Ltd, Independent Superannuation Preservation Fund, Gladstone Special Steel Corp., Amrites Ltd, APN News & Media, Metcash Ltd и Infratil Australia Ltd.

## Награды и признание
- Стипендия Эйзенхауэра (1973)
- Рыцарь-бакалавр (1987)
- Почетная докторская степень Университета Гриффита (1993)
- Почетная докторская степень Университета Квинсленда (2017)
- Компаньон ордена Австралии (AC) (2004)
- Признан «Великим Квинслендцем» (Queensland Great) в 2007 году

## Личная жизнь
Был женат на Мэри Эллен Хильшер (1927—2017). У пары было трое детей: Барри Аллан (погиб в 1967 году), Росс и Керри, а также трое внуков.

## Память
В 2010 году правительство Квинсленда переименовало мост Gateway и его дубликат в честь сэра Лео Хильшера. Эти мосты теперь известны как мосты сэра Лео Хильшера (Sir Leo Hielscher Bridges).